# Загребельна Слобода
Загребе́льна Слобода́ — село в Україні, у Сновській міській громаді Корюківського району Чернігівської області. Населення становить 35 осіб. До 2016 орган місцевого самоврядування — Новоборовицька сільська рада. Відстань до центру громади становить близько 21 км і проходить автошляхом Т 2518.

## Історія
У роки Другої світової війни угорський генерал-лейтенант Золтан Алдя-Пап наказував артилерійським і мінометним вогнем спалювати села, інструктував командирів із винищення всіх, кого підозрювали у співчутті партизанам. Так 18 квітня 1943 року за його безпосереднім наказом спалили село Загребельна Слобода (Сновський район Чернігівської області) разом із 80 жителями (серед них 50 дітей).
12 червня 2020 року, відповідно до розпорядження Кабінету Міністрів України № 730-р «Про визначення адміністративних центрів та затвердження територій територіальних громад Чернігівської області», увійшло до складу Сновської міської громади.
19 липня 2020 року, в результаті адміністративно-територіальної реформи та ліквідації Сновського району, село увійшло до складу Корюківського району.

## Населення

### Мова
Розподіл населення за рідною мовою за даними перепису 2001 року:
| Мова       | Кількість | Відсоток |
| ---------- | --------- | -------- |
| українська | 35        | 100%     |

## Пам'ятка
Поблизу села розташована гідрологічна пам'ятка природи загальнодержавного значення болото Гальський мох.